# Bapelekia Raby
 (juillet 2024).
 (juillet 2024).
Bapelekia Raby est un lutteur congolais né le 1er février 2001 à Brazzaville.

## Carrière
Bapelekia Raby est une figure marquante de la lutte au Congo et à l'international. Athlète d'exception, il s'est imposé sur la scène nationale en devenant à cinq reprises champion du Congo dans la catégorie des moins de 70 kg. Sa compétence technique et sa détermination lui ont ouvert les portes de la compétition internationale, où il a continué de s'illustrer.
En 2023, Bapelekia Raby a participé aux Jeux de la Francophonie à Kinshasa, où il a remporté une médaille de bronze, renforçant ainsi sa position parmi les lutteurs les plus compétitifs de la Francophonie. Cette distinction a confirmé sa réputation d'athlète redoutable et a mis en avant sa contribution au rayonnement de la lutte congolaise sur la scène internationale.
Il a également pris part aux Championnats d'Afrique à El Jadida, au Maroc, où il a atteint la cinquième place. Cet accomplissement constitue une performance remarquable dans une compétition rassemblant les meilleurs lutteurs du continent.

## Palmarès

### Tournois olympiques
- Jeux de la francophonie de 2023 à Kinshasa :
  -  médaille de bronze en moins de 65 kg

### Championnats continentaux
- championnats d'Afrique à El Jadida, au Maroc
  - 5e en moins de 70 kg

- Inter pool malebo 2024, à Kinshasa
  -  en moins de 70 kg

### Championnats nationaux
- Médaille d'or en lutte Olympique dans la catégorie des moins de 70 kg en 2015
- Médaille d'or en lutte Olympique dans la catégorie des moins de 120 kg en 2017
- Médaille d'or en lutte Olympique dans la catégorie des moins de 70 kg en 2019
- Médaille d'or en lutte Olympique dans la catégorie des moins de 70 kg en 2021
- Médaille d'or en lutte Olympique dans la catégorie des moins de 70 kg en 2024